# 신기묘산유백온
신기묘산유백온(민난어: Sîn-ki-miāu-soàn Lâu Pek-un 신끼먀우수안라우뻭운, 중국어 간체자: 神机妙算刘伯温, 정체자: 神機妙算劉伯溫, 병음: Shén jī miào suàn liú bó wēn 선지먀오쏸류보원[*], 영어: Liu Bo Wen, The Amazing Strategist Liu Bo Wen 류보원 더 어메징 스트래티지스트 류보원[*])은 타이완 텔레비전 공사 텔레비전 드라마이다.

## 등장 인물
- 황소기(黃少祺) - 유백온 역
- 곽정기(霍正奇) - 홍무제 역
- 진아란(陳亞蘭) - 효자고황후 역
- 간패은(簡沛恩) - 왕아수(王阿秀) 역
- 양회민(楊懷民) - 호유용 역
- 진문산(陳文山) - 고빈(高彬) 역